# Sofisticato
Sofisticato è un singolo del rapper italiano Lazza, pubblicato il 28 ottobre 2012 come unico estratto del mixtape Destiny Mixtape.

## Tracce
1. Sofisticato – 2:51

## Formazione
- Lazza - voce, testi
- El Feo - registrazione, missaggio, mastering